# Zsaskó
Zsaskó (szlovákul Žaškov) község Szlovákiában, a Zsolnai kerületben, az Alsókubini járásban.

## Fekvése
Alsókubintól 11 km-re délnyugatra fekszik.

## Története
A régészeti leletek tanúsága szerint területén a hallstatt-korban is éltek emberek.
A mai települést a zsolnai német jog alapján alapították 1380-ban, ekkor „Dewczdorf”, majd 1382-ben „Dewsdorff” alakban szerepel. Mai nevén 1388-ban említik először, az árvai váruradalom része volt. A falut a községi bíró igazgatta. Zsigmond királytól kiváltságokat kapott. Később Árva várával együtt a Thurzó család birtoka. Lakói földműveléssel, erdei munkákkal, tutajozással foglalkoztak. 1412-ben „Saskow”, 1549-ben „Zaskow”, 1573-ban „Zass-Kew”, 1625-ben „Zeskov” néven említik. A kuruc háborúk során súlyos károk érték. 1715-ben 570 lakosa volt, 1778-ban 902-en lakták.
A 18. század végén Vályi András így ír róla: „ZASKO. Tót falu Árva Várm. földes Ura a’ Királyi Kamara, lakosai katolikusok, többen evangelikusok, fekszik Nagyfaluhoz közel, és ennek filiája; határjának tsekély része termékeny, a’ többi sovány, különös lennye nevezetes, mellyből a’ lakosok szép hasznot vesznek.”
1828-ban 242 házában 1738 lakos élt.
Fényes Elek 1851-ben kiadott geográfiai szótárában így ír a faluról: „Zaskó, tót falu, Árva vmegyében, Liptó vmegye szélén: 351 kath., 1383 evang., 4 zsidó lak. Evang. anya-, kath. fil. templomok. 82 1/8 sessio. Vendégfogadó. Vizimalmok. A falu egy völgyben majd egy órányira nyulik hosszan. Lakosai lent termesztenek, különösen pedig sok szálhajót csinálnak, s fával nagy kereskedést üznek. F. u. az árvai uradalom. Ut. p. Rosenberg.”
A trianoni diktátumig Árva vármegye Alsókubini járásához tartozott.
A háború után lakói faáru készítéssel, napszámos munkákkal foglalkoztak, valamint a párnicai kőbányában dolgoztak. Az Árván át komppal közlekedtek, a folyót átívelő híd 1956-ban épült.

## Népessége
| Év:            | 1994. | 2004.   | 2014.   | 2024.   |
| -------------- | ----- | ------- | ------- | ------- |
| Emberek száma: | 1732  | 1705    | 1592    | 1621    |
| Eltérés:       |       | -1,55 % | -6,62 % | +1,82 % |

| Év:            | 2023. | 2024.   |
| -------------- | ----- | ------- |
| Emberek száma: | 1641  | 1621    |
| Eltérés:       |       | -1,21 % |

1910-ben 1061, túlnyomórészt szlovák anyanyelvű lakosa volt.
2001-ben 1711 lakosából 1708 szlovák volt.
2011-ben 1639 lakosából 1525 szlovák volt.

## Nevezetességei
- Szent Gálnak szentelt római katolikus temploma 1626-ban épült, a 18. század közepén barokk stílusban építették át. A templomban a 16. század elejéről származó szobor található.
- Evangélikus temploma 1792-ben épült, 1890-ben neoromán stílusban építették át.

## Külső hivatkozások
- E-obce.sk Archiválva 2008. december 5-i dátummal a Wayback Machine-ben
- Községinfó
- Zsaskó Szlovákia térképén